# Aquilin d'Évreux
Saint Aquilin d'Évreux (Aquilinus) est un évêque d'Évreux (le 12ème?) en Normandie. Il est mort en 690 ou 695 selon les sources. Fête : le 19 octobre.
Il est né à Bayeux vers 620. D'une famille noble gallo-romaine, il suit des études puis se marie et fonde sa famille. Il devient probablement gouverneur de Bayeux et est appelé à servir dans les armées du roi Clovis II. De retour à Bayeux, il décide avec son épouse de consacrer leurs vies à la prière et aux pauvres sur leur domaine. Ils finissent par se retirer à Évreux.
Sa piété marqua les Ébroïciens au point qu’ils finirent par le choisir à la mort de saint Éterne pour être évêque d’Évreux.  Malgré ses réticences, il finit par accepter, renonça à son mariage et partit quelques mois à la métropole de Rouen pour faire confirmer son élection et se préparer aux ordres auprès de saint Ouen de Rouen comme le demandaient les canons des conciles lorsqu’un laïc était choisi comme évêque. Promu clerc puis recevant les différents degrés du sacrement de l’ordre jusqu’à l’épiscopat, il rentre triomphalement à Évreux un jour de Pâques pour prendre possession de son siège épiscopal. Durant une vingtaine d’années il mena un ministère exemplaire, fait de sobriété et d’oraison, se retirant souvent à l’écart dans une cellule devant la Porte de Rouen (proche du beffroi actuel d’Évreux) pour y méditer au calme, conseillant, guérissant ceux venus le rencontrer. Il participa à plusieurs synodes locaux (Le Mans en 683, Clichy en 684, Rouen en 689). Il devint aveugle.
À sa mort vers 695, on lui rendit les derniers hommages funèbres par toute la ville et on l’enterra dans l’oratoire qu’il avait fait construire près de sa cellule, dans les faubourgs devant la Porte de Rouen. Le moine Hécelin rédigea au IXe siècle une Vie de saint Aquilin pour y conserver par un bel écrit les quelques sobres détails de la vie du saint que la tradition gardait encore un siècle après sa mort. Un culte se développa rapidement sur son tombeau jusqu’aux troubles des invasions normandes qui ruinèrent l’oratoire et fit perdre l’emplacement exact de la sépulture, toujours inconnue.

## Villes portant ce nom
- Saint-Aquilin-de-Pacy (27120)
- Saint-Aquilin-de-Corbion (61380)
- Saint-Aquilin (24110)
- Saint-Agoulin (63260)
- Saint-Aigulin (17360)
- Saint-Agouly  (Hameau de la commune de Crampagna 09120)

## Sources
- Alban Butler, Vies des Pères, des martyrs et des autres principaux saints, Toulouse 1808.
- Jean-Baptiste Mesnel (Abbé), Les saints du diocèse d'Evreux. Quatrième fascicule: saint Aquilin, Evreux, Imprimerie Charles Hérissey, 1916. Comprend la traduction de la Vie de saint Aquilin écrite par le moine Hécelin.
- L'Eure - P.Rateau et J.Pinet - 1870 - Réédition 1988
- Résumé de la vie de Saint Aquilin